# هايلاندر (مسلسل تلفزيوني)

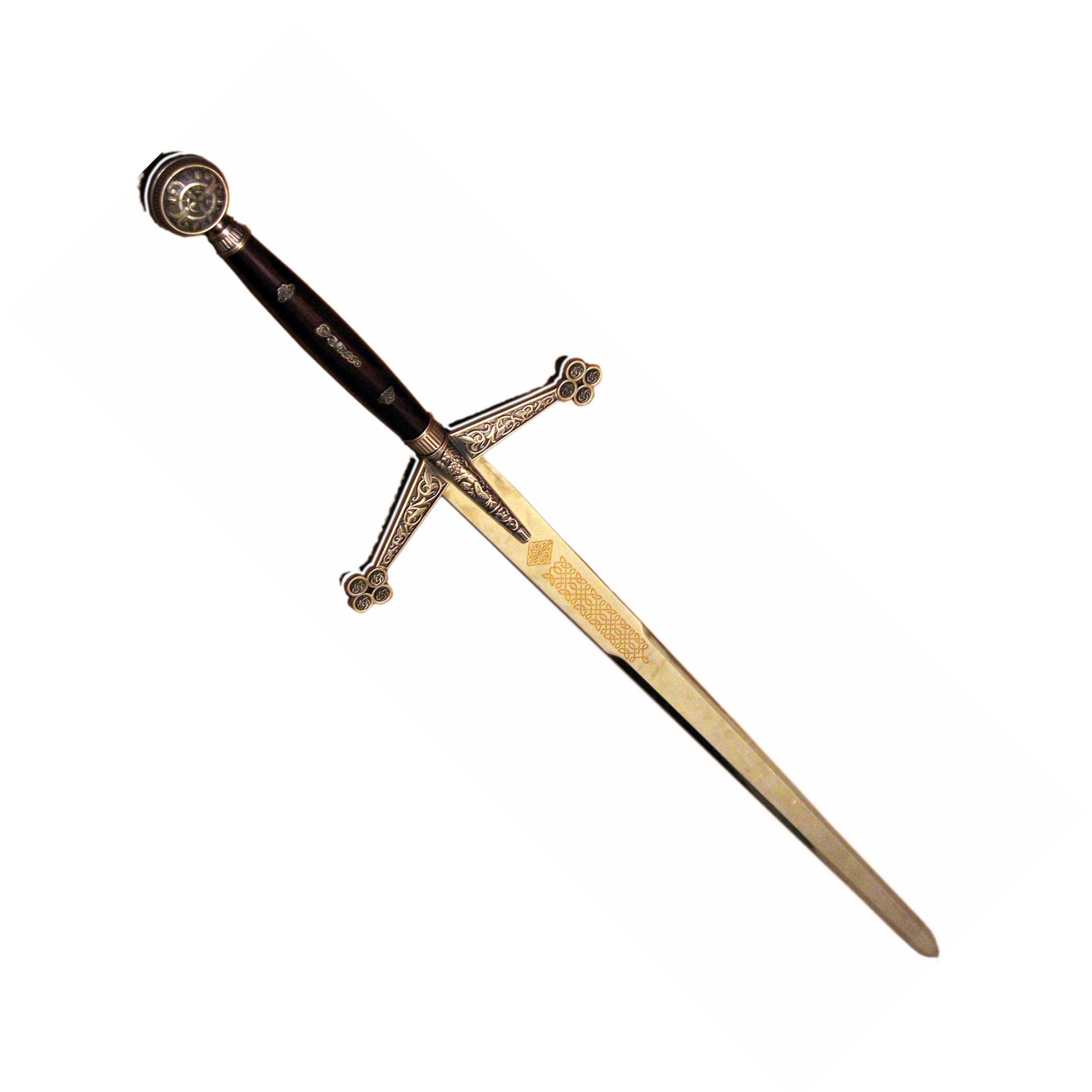
نسخة طبق الأصل من سلاح كلايمور المستخدم في فيلم "هايلاندر"

هايلاندر مسلسل تلفزيوني كندي فرنسي بطابع خيال علمي من بطولة أدريان باول ، يجسد شخصية دنكان ماكلويد أو ماكلويد من عشيرة كلان ماكليود الاسكتلندية، دنكان ماكلود خالد يعيش لقرون، يخفي طبيعته الحقيقية بينما يقاتل الخالدون الآخرين الذين يحاولون قتله، ليس هم ولكن أيضا جمعية سرية من البشر الذين يدعون أنفسهم «ذا وتشر» أيضا ينون قتله، لا يمكن أن يقتل دنكان وغيرها من الخالد إلا عن طريق قطع الرأس .

## روابط خارجية
- هايلاندر على موقع IMDb (الإنجليزية)
- هايلاندر على موقع ميتاكريتيك (الإنجليزية)
- هايلاندر على موقع روتن توميتوز (الإنجليزية)
- هايلاندر على موقع أول موفي (الإنجليزية)
- هايلاندر على موقع فيلمافينيتي (الإسبانية)
- هايلاندر على موقع كينوبويسك (الروسية)
- هايلاندر على موقع ألو سيني (الفرنسية)
- هايلاندر على موقع قاعدة بيانات الفيلم (الإنجليزية)
- مواقع باريسية واسكتلندية
- ريونيون خاص على هولو